# Ura Tepe
Ura Tepe, Ura Tipa, Ura Tippa, Ura Tebe, Ura-tübe, Ura-Tube, Ura-Tyube, Ura-Teppa —Ура-Теппа en tadjik— i altres variacions, és el nom d'un principat uzbek de l'Àsia central. Va ser independent o a vegades subjecte a Kokand i només en moments puntuals a Bukharà. La capital era Ura Tepe, en la ruta entre Kokand i Khodjend cap a Samarcanda.

## Història
A la primavera del 1503 el kan uzbek Muhàmmad Xibani va fer una incursió a Ura Tepe: Sultan Ahmed Tambol (Tanbul o Tanbal), es va revoltar en aquest temps contra Mahmud Khan de Mogolistan que cogovernava amb el seu germà Ahmed; va reunir un exèrcit de 30.000 homes i el va atacar, ordenant a Baber, el seu vassall, de fer una distracció per Akhsi. La Baber-name descriu l'estratègia de les dues parts. Tambol, fortament pressionat, va cridar en ajut a Xibani, oferint a canvi governar a la Vall de Ferganà sota sobirania del kan uzbek. Aquest no va tardar a acceptar. Els dos kan de Mogolistan no van tenir temps de reunir els seus contingents i amb els 15.000 que estaven amb ells es van retirar acompanyats de Baber. Van travessar el riu Khodjend i estaven arribant a Akhsi, quan es va presentar Xibani, amb 30.000 homes, que havia evitat els dos exèrcits mongols que havien de cobrir el gruix principal (un a Taixkent a un a Ura Tepe). Acompanyaven al kan uzbek els seus parents Kotxkunju Sultan, Siyunish Sultan, Janibeg Sultan, i altres. Els mongols no es van poder organitzar pel combat i foren completament derrotats i els dos kans fets presoners (Baber en cambe va poder fugir a les muntanyes al sud de Fergana). Quan la notícia es va saber a Taixkent, la guarnició manada per Muhammad Sultan, fill de Mahmud Sultan, va córrer a retirar-se cap al Mogolistan, mentre Muhammad Hussein (el pare de l'historiador Haydar) es va retirar d'Ura Tepe cap a Karatigin. Llavors Xibani es va dirigir a Transoxiana (octubre o novembre de 1503), on Khosru Shah, un turc del Quiptxaq, s'havia apoderat d'Hissar, Khatlan, Kunduz i Badakhxan i va fer una ràtzia als seus dominis marxant llavors cap a Balkh governada per Badi al-Zaman fill de Mirza Husayn Baykara d'Herat; va assetjar Balkh durant l'hivern sense èxit i després va retornar a Samarcanda; tot seguit va atacar (1504) Andijan on governava Tambol o Tanbal, el seu antic protegit, al que ara pretenia eliminar. Quan Xibani va arribar a Marghinan, Tambol es va retirar cap a Andijan amb dos mil homes. El setge d'aquesta va durar 40 dies; llavors se li va unir Muhammed Hussein Doghlat d'Ura Tepe, el pare de l'historiador Haydar, que era el seu germà de llet i havia estat expulsat feia poc de Hisssar per Khosru, el qual va recomanar a Tambol de rendir-se; aquest va acceptar i es va rendir amb els seus germans i només sortir foren executats pels uzbeks. Andijan no obstant no fou saquejada per orde de Xibani, que tot seguit es va establir a Samarcanda. Taixkent fou cedida als seus oncles paterns Kotxkunju i Siyunish i el seu cosí Janibeg Sultan fou nomenat governador d'Andijan. Mahmud Sultan, germà de Xibani, va rebre el govern de Bukharà, i l'amir Yakub fou nomenat darugha (governador) de Shahrukhia.
Quan al segle xviii els sobirans de Bukharà van perdre part de les seves dependències, Fazil Biy va establir la seva autoritat a Ura Tepe i Khodjend. Narbuda Khan de Kokand (1770-1799) als darrers anys de la seva vida va lluitar amb Fazil Beg per la possessió de Khodjend, i amb el seu fill Khudayar Beg, per la d'Ura Tepe, sent derrotat pel segon que hauria matat 20.000 dels seus homes i segons el costum hauria fet una piràmide amb els cranis.
Khudayar Beg va succeir al seu pare Fazil a Ura Tepe i Khodjend. Es coneix un relat sobre aquest governant que diu que tenia capital a Ura Tepe i governava el 1794 sobre deu mil famílies; se li dona el nom de Khudai Nazar Biy. Gastava deu mil tilas a l'any pels ulemes, oficials de la llei, shaykhs religiosos i estudiants de religió. es diu que tot i la seva edat avançada menjava un xai cada dia; dormia al de dia i a la nit un xai que s'havia estat coent per força temps se li servia en dos plats fondos i encara que menjava tota la nit es queixava que havia perdut la gana. Era considerat valent i la seva llança era tant pesada que només ell mateix era capaç de portar-la. Va lluitar contra Shah Murad de Bukharà (1785-1799) al que va empaitar fins a les portes de Bukharà. Timur Shah de l'Afganistan, que odiava a Shah Murad, li va enviar valuosos regals per la seva victòria; la seva autoritat arribava fins prop de Balkh.
A la mort de Khudayar el va succeir el seu germà Baba Beg, mentre el seu fill Bek Murad Beg va rebre Khodjend.
Yunus Khoja (Yunus Khan) de Taixkent, el 1797 es va enfrontar a Narbuta Khan de Kokand al que va derrotar el 1799 i matar segurament el 1799. Yunus va fer llavors un atac a Kokand, aliat amb grups kazakhs que li estaven subjectes, i es va aliar a Bek Murad, el fill de Khudayar Beg i net de Fazil Biy, que governava llavors a Khodjend. L'exèrcit de Kokand i el de Taixkent es van disparar canonades cadascuna des d'un costat del riu Sirdarià però sense arribar a xocar. Després Yunus Khoja i Bek Murad van intentar conquerir Ura Tepe, que estava governada per Baba Beg, germà de Khudayar. Foren rebutjats i Yunus es va retirar a Taixkent. Baba Beg, aliat a Muhammad Umar Khan de Kokand, va atacar Khodjend d'on va expulsar a Bek Murad, però aquest va assassinar Baba; en revenja els fills de Baba van matar a Bek Murad quan es trobava a Samarcanda convidat per l'emir de Bukharà, Haydar Tura. Haydar de Bukharà va atacar Ura Tepe (1804) encara que el seu governador es va sotmetre i es va presentar amb valuosos regals, però fou entregat a algun personatge que tenia alguna qüestió personal contra ell i que el va matar. Kalibek fill d'Utkhur Kushbegi, fou nomenat governador d'Ura Tepe i el país fins a Khodjend i Taixkent fou posat sota autoritat de Bukharà.
Després d'una campanya a Taixkent, Alim Khan va subjectar als kazakhs de la seva àrea i va girar les seves armes contra el kanat de Bukharà; va intentar sense èxit conquerir Ura Tepe en una primera campanya, però ho va aconseguir en una segona; hi va deixar una guarnició feble i Ura Tepe fou reconquerida poc temps després per Khoja Mahmud Khan nebot de Khudayar Beg (fill d'una germana), que segons Izzetullah era descendent també per part de mare d'Abu l-Faiz Muhammad Khan (1705-1747) i també era descendent de Khoja Arar d'Herat; Mahmud Khan va tenir el suport de Bukharà i es va declarar vassall de l'emir, el nom del qual fou llegit a la khutba i es va posar a la moneda, però de fet l'emir no hi tenia més autoritat que aquesta nominal. Els uzbkes del districte podien aportar a Mahmud Khan fins a quinze o vint mil homes. Mahmud Khan governava el país quan el va travessar l'historiador Izzetullah el 1813. En una data que seria posterior al 1813 i anterior al 1816, Mahmud Khan d'Ura Tepe fou derrotat i capturat per forces de Muhammad Umar Khan de Kokand, sent enviat presoner a la seva capital i substituït per un dels oficials del kan; encara que aquest fou enderrocat en una revolta amb suport de Bukharà al cap de tres mesos, els kokandis van contraatacar i Ura Tepe va romandre en poder de Kokand. Al final de la lluita Jizakh va quedar per Bukharà i Ura Tepe per Kokand.
Tiura Beg Yiura, fill de Mahmud Khan, va rebre un càrrec a Kokand i el poder de Kokand a Ura Tepe es va consolidar. Els habitants uzbeks de la tribu Yuz van emigrar de la regió i es van establir a la vall de Latif Nahan.
Nasrullah de Bukharà entrava com a conqueridor a Khodjend el 8 d'octubre de 1841. En arribar a Mahramhe va rebre una oferta de pau del kan de Khokand que li cedia el territori d'Ura Tepe, i estava disposat a pagar una forta quantitat i a reconèixer-lo com a senyor posant el seu nom a les monedes i a la khutba. Nasr Allah o Nasrullah va acceptar la proposta. Sultan Mahmud, germà i rival del kan de Khokand, Muhammad Ali Khan, fou nomenat governador de Khodjend i els bukharians van tornar a casa. Ura Tepe va romandre no obstant a l'òrbita de Kokand quan el 1842 els bukharians foren expulsats.
El 1851 el governador d'Ura Tepe, junt als de Marghilan i Khodjend, van conspirar amb Nur Muhammad, que tenia l'autoritat a Taixkent, en contra de Mussulman Kul, que tenia el càrrec de mingbashi i exercia de fet tot el poder a Kokand; els conspiradors van oferir a Nur Muhammad el càrrec de mingbashi.
El 2 d'octubre de 1866 el príncep rus Dashkof, successor en el comandament del general Dimitri llyich Romanovski, va conquerir Ura Tepe on va trobar 16 canons, 6 estendards i molts presoners; els russos van perdre en l'acció tres oficials i 200 soldats foren morts o ferits. El 18 d'octubre van conquerir Jizakh on van capturar 23 canons i 26 estendards. Era el darrer reducte de l'emir a la vall del Sirdarià. Un dels caps rebel de Kokand el 1875-1876, Abd al-Gafar, era l'antic beg d'Ura Tepe.
Per la moderna ciutat que va donar nom al principat, situada al Tadjikistan, vegeu Istarawshan

## Llista de kans
- Fazil biy segle xviii fins vers 1790
- Khudayar Beg vers 1790-1798 (testimoniat el 1794)
- Baba Beg vers 1798-1801
- Bek Murad Beg 1801-1804
- A Bukharà 1804-1805
- A Kokand 1805-1806
- Mahmud Khan vers 1806-1815
- A Kokand vers 1815